# قشر سینگولیت
قشر سینگولیت یا قشرکمربندی بخشی از مغز است که در قسمت درون قشر مغز قرار دارد. این قشر شامل کل شکنج سینگولیت است که بلافاصله بالای جسم پینه‌ای قرار دارد و ادامه آن در شیار سینگولیت است. قشر کمربندی معمولاً جزو دستگاه لیمبیک در نظر گرفته می‌شود. عملکردهای این قشر ایجاد و پردازش احساسات، تنظیم خلق و خو، آگاهی احساسی، یادگیری و ارتباط فضایی و شخصی، و حافظه می‌باشد. ترکیبی از این عملکردها باعث می‌شود که شکنج سینگولیت در پیوند دادن نتایج انگیزشی به رفتار بسیار تأثیرگذار باشد (به عنوان مثال، یک عمل خاص باعث ایجاد یک پاسخ عاطفی مثبت، که منجر به یادگیری می‌شود). این نقش باعث می‌شود که قشر سینگولیت در اختلالاتی مانند افسردگی و اسکیزوفرنی و همچنین در عملکرد اجرایی و کنترل تنفسی بسیار مهم باشد.
این ناحیه ورودی‌هایی را از تالاموس و نئوکورتکس دریافت می‌کند و از طریق سینگولوم به قشر آنتورینال می‌رود. اصطلاح سینگولیت از کلمه لاتین «cingulātus» (به معنای کمربند) گرفته شده‌است.

## ساختار
شکنج کمربندی قدامی
این قسمت با نواحی ۲۴، ۳۲ و ۳۳ برودمن مطابقت دارد. واقع در زیر جنس جسم پینه‌ای دارای یک قسمت حلزونی و یک قسمت سلکال به نام مدار پاپز است.
شکنج کمربندی خلفی
این قسمت با نواحی ۲۳ و ۳۱ برودمن مطابقت دارد. این قشر بخش بزرگی از آکسون‌های خود را از هسته بالای تالاموس دریافت می‌کند.

## عملکرد
شکنج کمربندی قدامی
اطلاعات مربوط به نتیجه عملکرد همراه پاداش و بدون پاداش را از قشر اوربیتوفرونتال دریافت می‌کند. این بخش مسئول تنظیم خلق و خو، تنظیم سیستم عصبی خودمختار، تناسب حالت خلقی، یادآوری خاطرات مثبت و منفی می‌باشد و از این جهت در اکثر بیماری‌های روانی مانند اسکیزوفرنی، اختلال دوقطبی و افسردگی نقش بسیار مهمی دارد. آسیب به این بخش یادگیری حاصل عمل، و تنظیم احساسات به دلیل بازنمایی‌های مربوط به سیستم پاداش آن مختل می‌کند.
شنکج کمربندی خلفی
این بخش اطلاعات مرتبط با حرکت و ادراک فضایی را از لوب آهیانه ای دریافت می‌کند و به سیستم حافظه ای هیپوکامپ به وسیله قشر پاراهیپوکامپ ارسال می‌کند و شکنج کمربندی قدامی ورودی اطلاعات مربوط به پاداش (دریافت شده از قشر اوربیتوفرونتال) را از طریق شکنج کمربندی خلفی و قشر پاراهیپوکامپ به حافظه رویدادی هیپوکامپ ارسال می‌کند. بدین ترتیب آسیب به این بخش می‌تواند حافظه رویدادی و مرور آنرا مختل کند، خصوصاً در قسمت اطلاعات فضایی. این عملکردها به جایگاه این بخش لیمبیک در ارتباطات مغزی مرتبط می‌باشند.